# アウドルフ
アウドルフもしくはアウドウルフ, (西フリジア語: Audulf, Audwulf, ラテン語: Audulfus) は、600年ごろの民族移動時代のフリース人の王。
現代の多くの歴史家は、7世紀初頭にadel（貴族）とwolf（狼）を含むアウドルフという名前のフリース人の王がいたと考えている。その支配地域は、おそらく現在のオランダの、ライン川河口地帯であった。アウドルフやその時代のフリースラント王国に関する文献は無いが、ラテン語で「アウドゥルフス(Audulfus)」「フリジア(Frisia)」と刻印された効果が発掘されている。当時のフリースラントはミドルゼーによって東西に隔てられ、それぞれ別の王が統治していた。 西側のウェストルホアにおける発掘で、当時この地域にそのような勢力が存在したことが確認されている。
アウドルフの名が刻まれた硬貨は、アーネムに近いエスカーレン村や、イングランドでも見つかっており、600年から630年までの年代が記されている。
またウィウェルトで発掘された硬貨の中には「アウドルフの勝利（VICTORIA AUDUFO）」と銘打たれたものもある。一部の学者は、これはライン・デルタをめぐって争ったフランク王国に対する勝利を記念したものだと考えている。